# هيرفي فيليتشايز
هيرفي جان بيير فيليتشايز (بالفرنسية: Hervé Jean-Pierre Villechaize)‏ هو ممثل ورسام فرنسي من أصول إنجليزية وفلبينية. حقّق شهرة عالمية بسبب أداءه المتميز لعدة أدوار منها دور نيك ناك في فيلم الرجل ذو المسدس الذهبي سنة 1974، ودور تاتو مساعد السيد رورك في المسلسل التلفزيوني جزيرة الفنتازيا (1978–1984).

## روابط خارجية
- هيرفي فيليتشايز على موقع IMDb (الإنجليزية)
- هيرفي فيليتشايز على موقع روتن توميتوز (الإنجليزية)
- هيرفي فيليتشايز على موقع ألو سيني (الفرنسية)
- هيرفي فيليتشايز على موقع أول موفي (الإنجليزية)
- هيرفي فيليتشايز على موقع قاعدة بيانات برودواي على الإنترنت (الإنجليزية)
- هيرفي فيليتشايز على موقع قاعدة بيانات الأفلام السويدية (السويدية)
- هيرفي فيليتشايز على موقع إن إن دي بي (الإنجليزية)
- هيرفي فيليتشايز على موقع ديسكوغز (الإنجليزية)
- هيرفي فيليتشايز على موقع قاعدة بيانات الفيلم (الإنجليزية)